# Иудаизм в Гибралтаре
Первое упоминание о евреях в Гибралтаре датируется 1356 годом, времени мусульманского правления. Тогда еврейская община обратилась с призывом выкупить группу евреев, взятых в плен берберскими пиратами. В 1474 году, через двенадцать лет после того как христиане захватили Гибралтар, герцог Медина-Сидония продал Гибралтар группе еврейских конверсос из Кордовы и Севильи во главе с Педро де Эррера в обмен на сохранение гарнизона города в течение двух лет, после чего 4350 евреев были изгнаны герцогом. Их судьба неизвестна. Вполне вероятно, что многие вернулись в Кордову, где им пришлось столкнуться с преследованием инквизиции при печально известном Торквемаде с 1488 года.
В 1492 году были высланы со всей территории Испании. Когда Гибралтар в 1713 году перешел по Утрехтскому миру к Англии, евреям также первоначально запрещалось там жить, однако затем постепенно сложилась еврейская община. Во время Второй мировой войны почти все население Гибралтара было на время войны эвакуировано в метрополию.

## Сегодня
Сегодня в Гибралтаре проживает около 600 евреев, действуют 4 синагоги и несколько еврейских организаций, в том числе образовательных и социальных.